# Thorsten Schulz (Basketballtrainer)
Thorsten Schulz (* 1979) ist ein deutscher Basketballtrainer.

## Werdegang
Schulz spielte Basketball bei den Vereinen TBR Rohrbach/Boxberg, TSG Wiesloch und TG Sandhausen. Er war im Damenbereich als Trainer in Sandhausen (2007 Aufstieg in die Regionalliga) sowie im Männerbereich in Wiesloch tätig, 2008/09 führte er die Damen der Sportgemeinschaft Heidelberg-Kirchheim in der Regionalliga zur Vizemeisterschaft. 2009 wechselte er zur KuSG Leimen und war in der Saison 2009/10 Assistenztrainer von Markus Jochum in der 2. Damen-Bundesliga. Er trug in diesem Amt im Jahr 2010 zum Erringen der Meisterschaft in der 2. Bundesliga Süd bei. Als Cheftrainer führte Schulz die KuSG Leimen dann 2011 zur Vizemeisterschaft in der 2. Bundesliga Süd. 2012 und 2013 hospitierte er zeitweise an der University of Miami im US-Bundesstaat Florida.
Von Beginn der Saison 2013/14 bis Anfang Oktober 2013 war Schulz Assistenztrainer des Herren-Zweitligisten USC Heidelberg. 2014 wechselte er zur TG Sandhausen zurück und übernahm Traineraufgaben im Damen- und Herrenbereich sowie in der Jugendarbeit. Sandhausens Damen gewannen 2016 unter Schulz als Trainer den Regionalliga-Meistertitel.
In der Sommerpause 2018 trat Schulz das Traineramt beim Damen-Zweitligisten Rhein-Main Baskets an und wurde ebenfalls am Basketball-Teilzeit-Internat Langen tätig, seine Arbeit im Sandhäuser Jugendbereich setzte er zusätzlich fort. Ab 2019 hatte er neben seinem Amt als Trainer der Rhein-Main Baskets auch die sportliche Leitung des Langener Internats inne. Seine Arbeit in Langen endete am 31. Juli 2021, Schulz nahm ein Angebot aus der Damen-Bundesliga an und wurde zur Saison 2021/22 Cheftrainer der BasCats USC Heidelberg. Anfang Dezember 2021 kam es zur Trennung.
Anfang Januar 2022 begann Schulz seine Tätigkeit als Trainer der Regionalliga-Männer des VfL Bensheim. 2023 wurde er beim Hessischen Basketball-Verband Landestrainer für die Spielart 3-gegen-3. Im Dezember 2023 trat Schulz beim Basketballverband Rheinland-Pfalz eine Stelle als hauptamtlicher Landestrainer an, bekam damit die Verantwortung für den weiblichen und männlichen Nachwuchsleistungssport innerhalb des Verbands übertragen.